# Alessandro Ajmone Marsan
Alessandro Ajmone Marsan (Torino, 31 ottobre 1884 – Noli, 11 agosto 1941) è stato un dirigente sportivo, imprenditore e calciatore italiano, di ruolo difensore.
Fu fratello di Riccardo (III) ed Annibale (II), figlio di un finanziatore del club, l'imprenditore Marco Ajmone Marsan, che era originario di Crosa.
Il suo cognome nei tabellini è riportato talvolta come Aimone o Aymone.

## Carriera
Fu un giocatore della Juventus all'inizio del primo decennio del 1900; nella sua unica stagione in prima squadra in bianconero collezionò una sola presenza.
Divenuto socio-giocatore nel 1903, con la squadra riserve bianconera vinse nel 1905 la Seconda Categoria.
Conclusa l'attività agonistica nella Juventus, Ajmone Marsan passò alla Pro Vercelli, con cui vinse tre campionati consecutivi, dal 1910-1911 al 1912-1913.
Divenne infine consigliere della Società polisportiva Juventus e, inoltre, direttore della sezione boccistica sino alla propria morte nel 1941.

## Statistiche

### Presenze e reti nei club
| Stagione  | Club     | Campionato | Campionato | Campionato | Campionato |
| Stagione  | Club     | Comp       | Pres       | Reti       |            |
| --------- | -------- | ---------- | ---------- | ---------- | ---------- |
| 1909-1910 | Juventus | PC         | 1          | 0          |            |
| Totale    | Totale   | Totale     | 1          | 0          |            |

## Palmarès

### Competizioni nazionali
- Seconda Categoria: 1

Juventus: 1905
- Campionato italiano: 3

Pro Vercelli: 1910-1911, 1911-1912, 1912-1913